# Ituiutaba
Ituiutaba város Brazíliában, Minas Gerais államban. Lakosainak száma 102 217 fő (2022). Ituiutaba Gurinhatã, Monte Alegre de Minas, Prata, Minas Gerais, Cachoeira Dourada, Campina Verde, Canápolis, Capinópolis, Inaciolândia és Ipiaçu községekkel határos.

## Népesség
A település népességének változása:
| Lakosok száma | 89 091 | 97 171 | 105 255 | 105 818 | 102 217 |
|               | 2000   | 2010   | 2020    | 2021    | 2022    |